# Argas macrostigmatus
Argas macrostigmatus är en fästingart som beskrevs av Filippova 1961. Argas macrostigmatus ingår i släktet Argas och familjen mjuka fästingar. Inga underarter finns listade i Catalogue of Life.